# Platylomalus instabilis
Platylomalus instabilis är en skalbaggsart som beskrevs av Vienna 1983. Platylomalus instabilis ingår i släktet Platylomalus och familjen stumpbaggar. Inga underarter finns listade i Catalogue of Life.